# اندیس شورجستان
شورجستان یک اندیس مصالح ساختمانی است که در حوالی شهر کوه دنا استان اصفهان قرار دارد و مادهٔ معدنی موجود در آن، مرمریت است.